# إليزابيث ماير (مرممة)
إليزابيث ماير (بالإنجليزية: Elizabeth Meyer)‏ هي مرممة ‏ أمريكية، ولدت في 1953.